# Adam Dyczkowski

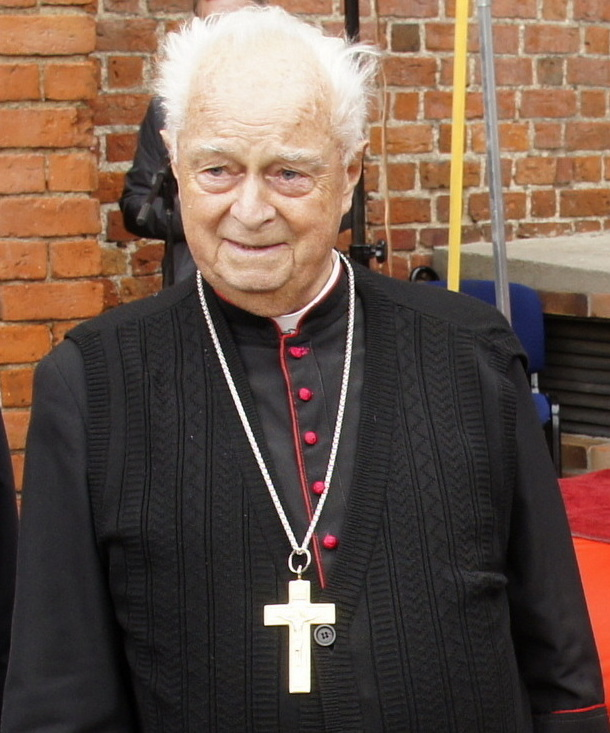
Adam Dyczkowski, 2018

Adam Feliks Dyczkowski (* 17. November 1932 in Kęty, Polen; † 10. Januar 2021 in Zielona Góra) war ein polnischer römisch-katholischer Geistlicher und Bischof von Zielona Góra-Gorzów.

## Leben
1952 trat Adam Dyczkowski in das erzbischöfliche Seminar in Breslau ein und studierte Philosophie und Theologie. Der Weihbischof in Breslau, Bolesław Kominek, spendete ihm am 24. Juni 1957 die Priesterweihe. Von 1957 bis 1963 absolvierte er ein Doktoratsstudium in Philosophie an der Katholischen Universität Lublin, wurde 1963 Dompfarrer und Dozent für Philosophie am Priesterseminar in Breslau. Von 1965 bis 1978 wirkte er als Hochschulpfarrer.
Papst Johannes Paul I. ernannte ihn am 19. September 1978 zum Titularbischof von Altava und zum Weihbischof in Breslau. Die Bischofsweihe spendete ihm der Breslauer Erzbischof, Henryk Roman Gulbinowicz, am 25. November desselben Jahres; Mitkonsekratoren waren Stefan Bareła, Bischof von Częstochowa, und Wincenty Urban, Weihbischof in Breslau. Sein bischöflicher Wahlspruch lautet: „Sursum corda“ („Erhebet die Herzen“). Er war zudem Generalvikar in Breslau.
Am 25. März 1992 berief ihn Papst Johannes Paul II. zum Weihbischof in Legnica und ernannte ihn am 17. Juli 1993 zum Bischof von Zielona Góra-Gorzów. Die feierliche Einführung in sein neues Bistum fand am 5. September 1993 in der Kathedrale St. Marien (Mariendom) in Gorzów Wielkopolski (deutsch Landsberg an der Warthe) und am 12. September 1993 in der Konkathedrale St. Hedwig in Zielona Góra (deutsch Grünberg in Schlesien) statt. Mit Erreichen des 75. Lebensjahres bot er Papst Benedikt XVI. seinen Rücktritt an; wurde aber vom Papst gebeten die Diözese bis zur Ernennung eines neuen Bischofs weiter zu leiten. Mit der Ernennung von Stefan Regmunt, dem Weihbischof in Legnica zum neuen Bischof von Zielona Góra-Gorzów am 29. Dezember 2007 emeritierte Adam Dyszkowski wenige Wochen später.
In der polnischen Bischofskonferenz war Dyczkowski Vorsitzender der Pastoralkommission für das Gesundheitswesen (1982–1996) und stellvertretender Vorsitzender der Akademischen Pastoralkommission (1980–1996) sowie Mitglied der Kommission für religiöse Angelegenheiten.
Dyczkowski wurde ab dem 29. Dezember 2020 im Krankenhaus in Zielona Góra auf Grund einer SARS-CoV-2-Infektion intensivmedizinisch behandelt. Er starb Anfang Januar 2021 im Alter von 88 Jahren.

## Ehrungen und Auszeichnungen
- 1991: Preis des Rektorats der Universität Breslau
- 2008: Ehrenbürgerschaften von Gorzów Wielkopolski, Zielona Góra, Głogów
- 2010: Ehrenbürgerschaften von Pszczew
- 2011: Ehrendoktorwürde der Universität Zielona Góra
- 2015: Verdienstorden der NSZZ Solidarność
- 2018: Orden Polonia Restituta (Ritter), verliehen durch Staatspräsident Andrzej Duda
- 2019: Ehrentitel „Człowiek 30-lecia Wolnej Polski“ (Mann des freien Polens)